# 2009 en ski
| Années du ski : 2006 - 2007 - 2008 - 2009 - 2010 - 2011 - 2012    |
| Décennies du ski : 1970 - 1980 - 1990 - 2000 - 2010 - 2020 - 2030 |

Cette page liste les principaux évènements de l'année 2009 en ski. 

## Principaux rendez-vous

### Saison 2008-2009

#### Biathlon
- L'IBU Cup 2008-2009 débutée le 29 novembre 2008 à Idre en Suède se termine le 14 mars 2009 à Racines en Italie.
- La Coupe du monde de biathlon 2008-2009 débutée le 3 décembre 2008 à Östersund en Suède se termine le 29 mars 2009 à Khanty-Mansiysk en Russie.
- Les Championnats du monde de biathlon jeunes et juniors 2009 se déroulent du 28 janvier 2009 au 3 février 2009 à Canmore au Canada.
- Les Championnats du monde de biathlon 2009 se déroulent du 14 février 2009 au 22 février 2009 à Pyeongchang en Corée du Sud.
- Les Championnats d'Europe de biathlon 2009 se déroulent du 28 février 2009 au 4 mars 2009 à Oufa en Russie.

#### Ski acrobatique
- La Coupe du monde de ski acrobatique 2008-2009 débutée le 18 décembre 2008 à Méribel en France se termine le 20 mars 2009 à La Plagne en France.
- Les Championnats du monde de ski acrobatique 2009 se déroulent du 2 mars 2009 au 7 mars 2009 à Inawashiro au Japon.

#### Ski alpin
- La Coupe du monde de ski alpin 2008-2009 débutée le 25 octobre 2009 à Sölden se termine le 14 mars 2009 à Åre en Suède.
- Les Championnats du monde de ski alpin 2009 se déroulent du 2 février 2009 au 15 février 2009 à Val d'Isère en France.
- Les Championnats du monde juniors de ski alpin 2009 se déroulent du 28 février 2009 au 7 mars 2009 à Garmisch-Partenkirchen en Allemagne.

#### Ski nordique
Les Championnats du monde de ski nordique 2009 se déroulent du 18 février 2009 au 1er mars 2009 à Liberec en République tchèque.
- Combiné nordique
  - La Coupe du monde de combiné nordique 2008-2009 débutée le 29 novembre 2008 à Kuusamo en Finlande se termine le 15 mars 2009 à Vikersund en Norvège.
  - Les Championnats du monde juniors de combiné nordique 2009 se déroulent du 5 mars 2009 au 8 mars 2009 à Štrbské Pleso en Slovaquie[Résu. 1].
- Saut à ski
  - La débutée le 28 novembre 2008 à Kuusamo en Finlande se termine le 22 mars 2009 à Planica en Slovénie.
  - La 57e Tournée des quatre tremplins se déroule du 28 décembre 2008 au 6 janvier 2009.
  - Les Championnats du monde juniors de saut à ski 2009 se déroulent du 5 mars 2009 au 8 mars 2009 à Štrbské Pleso en Slovaquie[Résu. 2].
- Ski de fond
  - La Coupe du monde de ski de fond 2008-2009 se déroule le 22 novembre 2008 à Gällivare en Suède et se termine le 22 mars 2009 à Falun en Suède.
  - Le Tour de ski 2008-2009 se déroule du 27 décembre 2008 au 4 janvier 2009.
  - Les Championnats du monde juniors et espoirs de ski de fond 2009 se déroulent du 28 février 2009 au 6 février 2009 à Praz de Lys - Sommand en France[Résu. 3].

#### Snowboard
- La Coupe du monde de snowboard 2008-2009 débutée le 7 septembre 2008 à Cardrona en Nouvelle-Zélande se termine le 22 mars 2009 à Valmalenco.
- Les Championnats du monde de snowboard 2009 se déroulent du 15 janvier 2009 à 25 mars 2009 à Gangwon en Corée du Sud.
- Les Championnats du monde juniors de snowboard 2009 se déroulent du 1er mars 2009 au 7 mars 2009 à Nagano au Japon[Résu. 4].

#### Divers
- Les XIIIes Winter X Games se déroulent à Aspen aux États-Unis du 22 janvier 2009 au 25 janvier 2009[1],[Résu. 5].

## Faits marquants de l'année 2009

### Saison 2008-2009

#### Janvier 2009
- 4 janvier : le Suisse Dario Cologna remporte la 3e édition du Tour de ski à l'issue de la 7e et dernière étape à Val di Fiemme. Il devance le Norvégien Petter Northug et l'Allemand Axel Teichmann. Chez les femmes, la Finlandaise Virpi Kuitunen s'impose pour la seconde fois de sa carrière devant sa compatriote Aino-Kaisa Saarinen et la Slovène Petra Majdic.

- 6 janvier : l'Autrichien Wolfgang Loitzl remporte la 57e Tournée des quatre tremplins, la première victoire d'un sauteur autrichien depuis 2000 et Andreas Widhoelzl. L'Autrichien a remporté trois des quatre concours, celui d'Oberstdorf ayant été remporté par le Suisse Simon Ammann, dauphin de Loitzl au classement final. Un autre Autrichien, Gregor Schlierenzauer termine sur la troisième marche du podium[2].

#### Février 2009
- 13 février : l'Union internationale de biathlon annonce que trois athlètes russes — Ekaterina Iourieva, Albina Akhatova et Dmitri Iarochenko — ont fait l'objet d'un contrôle antidopage positif lors des épreuves inaugurales de la Coupe du monde à Östersund en décembre 2008[3].

- 15 février : en remportant la poursuite des Championnats du monde, le biathlète norvégien Ole Einar Bjørndalen égale le record de 86 victoires en carrière dans des épreuves de Coupe du monde du skieur alpin suédois Ingemar Stenmark[Note 1],[4].

- 17 février : le Norvégien Ole Einar Bjørndalen devient le sportif le plus titré de l'histoire dans les épreuves de Coupe du monde, tous sports d'hiver confondus, en s'adjugeant le titre mondial de l'individuelle 20 km à Pyeongchang. Avec 87 succès en carrière, il surpasse d'une unité le précédent record du Suédois Ingemar Stenmark[5].

#### Mars 2009
- 1er mars : le Suédois Daniel Tynell chez les hommes et sa compatriote Sandra Hansson remportent la 85e édition de la Vasaloppet. Le premier remporte une troisième fois la course après 2002 et 2006[6].

- 11 mars : en remportant la descente des finales de Coupe du monde organisées à Åre, l'Américaine Lindsey Vonn remporte le gros globe de cristal, trophée récompensant la vainqueur du classement général de la Coupe du monde de ski alpin 2008-2009. Elle conserve ainsi son titre conquis lors de la saison précédente[7].

- 14 mars : profitant de l'élimination de son unique concurrent, l'Autrichien Benjamin Raich, lors du slalom des finales de Coupe du monde d'Åre, le Norvégien Aksel Lund Svindal s'assure la victoire au classement général de la Coupe du monde de ski alpin 2008-2009. Il enlève le gros globe de cristal pour la seconde fois de sa carrière après son succès final en 2006-2007[8].

- 15 mars : le Finlandais Anssi Koivuranta enlève le classement général de la Coupe du monde de combiné nordique 2008-2009 en terminant huitième de la dernière épreuve de la saison, à Vikersund (Norvège). Succédant à l'Allemand Ronny Ackermann, il devient le plus jeune lauréat du gros globe de cristal à 20 ans[9].

- 15 mars : en s'imposant sur le tremplin de Vikersund, l'Autrichien Gregor Schlierenzauer s'assure le gain du gros globe de cristal récompensant le vainqueur du classement général de la Coupe du monde de saut à ski 2008-2009[10].

- 20 mars : l'Autrichien Gregor Schlierenzauer améliore le record du nombre de victoires de concours de saut à ski en une seule saison de Coupe du monde en remportant un 13e succès à Planica. L'ancien record de 12 victoires appartenait à Janne Ahonen depuis la saison 2004-2005[11].

- 20 mars : le Canadien Alexandre Bilodeau et la Française Ophélie David s'adjugent les gros globes de cristal récompensant les vainqueurs du classement général de la Coupe du monde de ski acrobatique 2008-2009[12].

- 22 mars : la fondeuse russe Natalia Matveeva, spécialiste du sprint et auteur de 10 podiums en Coupe du monde, a fait l'objet d'un contrôle antidopage positif à l'EPO en janvier 2009 à Whistler[13].

- 22 mars : déjà vainqueur du Tour de ski, le Suisse Dario Cologna remporte également le classement général de la Coupe du monde de ski de fond 2008-2009 en gagnant les Finales annuelles organisées à Falun et Stockholm. Il devient le premier fondeur helvétique lauréat du gros globe de cristal[14]. Chez les femmes, la Polonaise Justyna Kowalczyk enlève le classement général tout en gagnant les Finales[15].

- 22 mars : les dernières épreuves de la Coupe du monde de snowboard 2008-2009 disputées à Valmalenco sacrent les Autrichiens Siegfried Grabner et Doris Günther, lauréats des gros globes de cristal récompensant les vainqueurs des classements généraux masculin et féminin[16].

- 26 mars : le Norvégien Ole Einar Bjørndalen remporte le classement général de la Coupe du monde de biathlon en prenant la deuxième place d'un sprint organisé à Khanty-Mansiysk. Il enlève le gros globe de cristal pour la sixième fois de sa carrière, égalant ainsi les six victoires finales de la Suédoise Magdalena Forsberg[17].

- 29 mars : la Suédoise Helena Jonsson remporte le gros globe de cristal récompensant la vainqueur du classement général de la Coupe du monde de biathlon. Deuxième de la dernière épreuve de la saison, elle profite de la sixième place de sa concurrente allemande, Kati Wilhelm, pour remporter son premier trophée. Les deux biathlètes sont départagées au nombre de victoires puisqu'ayant le même nombre de points[18],[19].

- 29 mars : en remportant la dernière épreuve de la Coupe du monde de biathlon, une mass start, l'Autrichien Dominik Landertinger s'adjuge le classement final de la discipline[20].

## Tableau d'honneur des Coupes du monde 2008-2009
| Sport Saison               | Classement général final | Classement général final | Coupe des nations | Coupe des nations | Coupe des nations |
| -------------------------- | ------------------------ | ------------------------ | ----------------- | ----------------- | ----------------- |
| Sport Saison               | Masculin                 | Féminin                  | Masculin          | Féminin           | Global            |
| Biathlon 2008-2009         | Ole Einar Bjørndalen     | Helena Jonsson           | Norvège           | Allemagne         | -                 |
| Combiné nordique 2008-2009 | Anssi Koivuranta         | -                        | Allemagne         | -                 | -                 |
| Saut à ski 2008-2009       | Gregor Schlierenzauer    | -                        | Autriche          | -                 | -                 |
| Ski acrobatique 2008-2009  | Alexandre Bilodeau       | Ophélie David            | -                 | -                 | Canada            |
| Ski alpin 2008-2009        | Aksel Lund Svindal       | Lindsey Vonn             | Autriche          | Autriche          | Autriche          |
| Ski de fond 2008-2009      | Dario Cologna            | Justyna Kowalczyk        | Norvège           | Finlande          | Norvège           |
| Snowboard 2008-2009        | Siegfried Grabner        | Doris Günther            | Autriche          | Autriche          |                   |

## Carnet
- 30 mars : à 76 ans, décès de l'ancienne skieuse alpine américaine Andrea Mead-Lawrence, née le 19 avril 1932, double championne olympique du slalom et du slalom géant lors des Jeux d'hiver de 1952 organisés à Oslo[29].